# Psicoanalisi

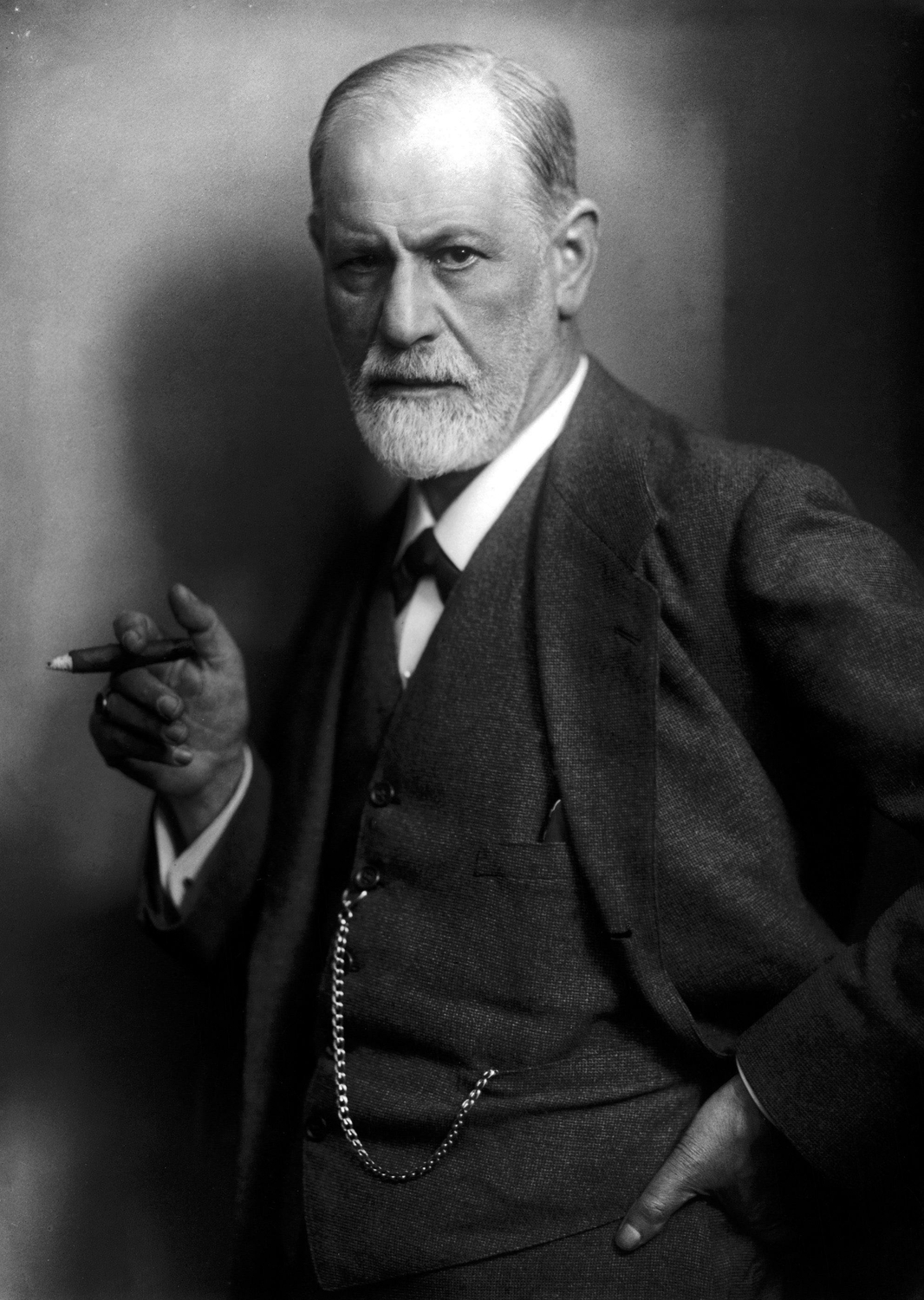
Sigmund Freud, padre della psicoanalisi

La psicoanalisi o psicanalisi (da psico-, psiche, anima, più comunemente "mente", e -analisi: analisi della mente) è la teoria dell'inconscio della psiche umana su cui si fondano una disciplina, nota come psicodinamica, e una relativa prassi psicoterapeutica, che hanno preso l'avvio dal lavoro di Sigmund Freud, il quale si inserì nel solco dei lavori di Jean-Martin Charcot e Pierre Janet.
In primis la teoria psicoanalitica è una teoria dell'inconscio: nell'indagine dell'attività  umana essa si rivolge soprattutto a quei fenomeni psichici che risiedono al di fuori della sfera della coscienza. Viene perciò attivato il concetto di inconscio, introdotto nella riflessione teoretica già da Leibniz, e che Freud fece suo da un punto di vista descrittivo e topico sulla base delle sue esperienze con Jean-Martin Charcot a Parigi.
In secondo luogo dalla psicoanalisi nasce una disciplina ed una prassi psicoterapeutica nota come psicoterapia psicodinamica: nello specifico, come cura dei disturbi  e, all'origine, come cura dell'isteria e successivamente dei fenomeni psicopatologici chiamati nevrosi, neurosi o psiconevrosi. In seguito, il suo uso è stato esteso allo studio e trattamento di altri tipi di psicopatologie. A livello culturale più generale, la psicoanalisi ha influenzato in parte anche la filosofia e le scienze sociali del XX secolo.
Lo status epistemologico della psicoanalisi è stato variamente criticato e lungamente dibattuto, anche in parallelo alle sue diverse evoluzioni teoriche e metodologiche. Mentre in un primo tempo le osservazioni popperiane sulla sua scarsa falsificabilità avevano portato a una visione piuttosto critica del suo status epistemico, a partire dagli anni '80 e '90 del XX secolo la maggiore attenzione che ha cominciato a essere rivolta alla verifica empirica dei suoi risultati clinici, all'integrazione della modellistica teorica psicoanalitica con altre linee di ricerca psicologica e psichiatrica, e agli spunti integrativi con le neuroscienze hanno portato a una visione più articolata e in forte evoluzione del suo statuto scientifico, nel contesto dei più ampi studi psicodinamici.

## Etimologia
Il termine psicoanalisi fu coniato nel XX secolo, unendo le parole psiche e analisi (sul modello tedesco di Psychoanalyse). Psiche è un termine greco che significa "anima", divenuto nel corso dei secoli sinonimo di spirito (vitale) dell'uomo (e successivamente, "mente"). analisi è un termine greco che significa letteralmente "scomposizione" e "risoluzione (di un problema)". Dunque psicoanalisi significa etimologicamente: "indagine delle parti costitutive di quel che anima l'uomo".

## Descrizione

### Caratteristiche

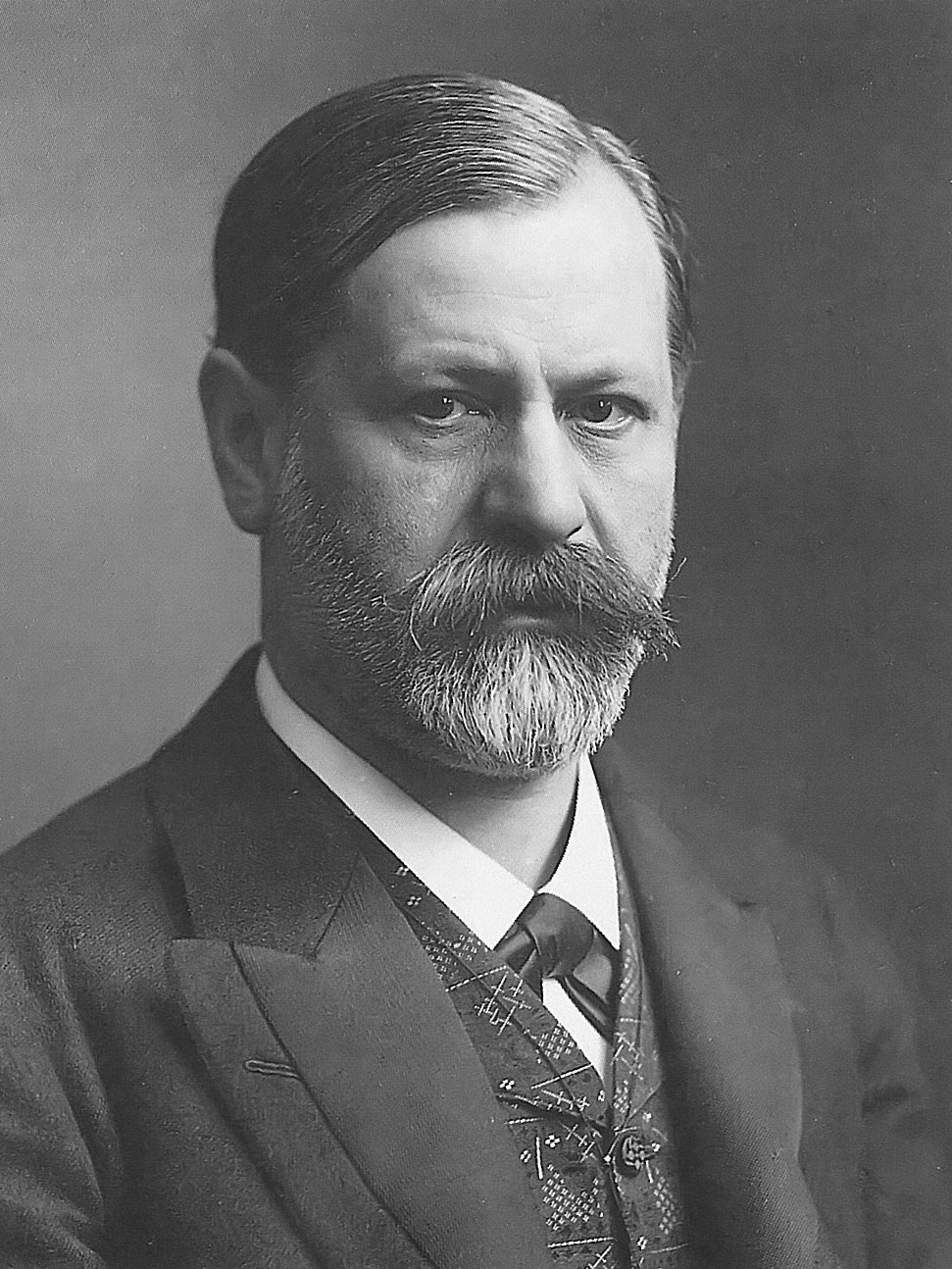
Sigmund Freud nel 1905

La psicoanalisi nasce dunque per curare determinati disturbi mentali indagando le dinamiche inconsce dell'individuo. Fino alla fine dell'Ottocento, tali disturbi venivano trattati da psichiatri e neurologi tramite ospedalizzazioni a scopo rieducativo o con l'utilizzo dell'ipnosi. Il medico viennese Sigmund Freud, neurologo e anch'egli utilizzatore dell'ipnosi, ipotizzò che alla base dei disturbi mentali fosse riscontrabile un conflitto tra richieste psichiche contrarie . Nel corso delle sue successive formulazioni teoriche, Freud formulò tre ipotesi, una successiva all'altra, riguardo alla possibile genesi del conflitto:
1. Il conflitto tra principio di piacere e principio di realtà, cioè tra la necessità di soddisfare il "piacere" interno e il necessario confronto con il mondo reale;
2. Il conflitto tra pulsione sessuale e pulsione di autoconservazione (o dell'Io);
3. Il conflitto tra pulsione di vita e pulsione di morte.

Come prassi terapeutica, quindi, la psicoanalisi pone tra gli obiettivi principali la risoluzione di tale conflitto, possibile attraverso l'indagine dell'inconscio del paziente. Principali metodi per affrontare tale indagine sarebbero l'analisi delle associazioni libere, degli atti mancati e dei sogni. Attraverso essa sarebbe possibile accedere ai "contenuti rimossi dalla coscienza" che si suppone generino il conflitto. Successivamente furono elaborati altri concetti chiave come quello di transfert, controtransfert, resistenza (e in generale meccanismo di difesa), tutti considerati fondamentali per un corretto processo terapeutico.
Infine, la psicoanalisi si è posta anche l'obiettivo di teorizzare lo sviluppo normale dell'individuo. Nasce così la denominazione di metapsicologia, le cui formulazioni ambiscono a descrivere l'apparato psichico da 3 punti di vista: "topico come un'entità spaziale in cui collocare i fenomeni psichici, dinamico in cui sono "descritte" le forze che si oppongono o meno al passaggio da un sistema all'altro, economico dove si considera la quantità di energia impiegata nei processi psichici".
Con l'avanzare delle conoscenze nel campo e in campi limitrofi (psicologia, neuroscienze, psichiatria, infant research, teoria dell'attaccamento, social cognition, ecc.), la teoria classica della psicoanalisi è andata incontro a rimaneggiamenti e ampliamenti. Da essa si sono staccate diverse costole che hanno dato vita a nuove scuole di pensiero riconducibili al filone psicoanalitico. Tra queste sono state di particolare rilievo la psicologia analitica di Carl Gustav Jung e la psicologia individuale di Alfred Adler, entrambi eminenti allievi di Freud. Oltre a questi indirizzi teorici in parte divergenti, tre grandi scuole di psicologia derivate direttamente dalla teoria classica: la psicologia dell'Io, sviluppata in particolar modo dalle teorie di Anna Freud, figlia di Sigmund; la psicologia delle relazioni oggettuali, derivata dalle teorie di Melanie Klein e Wilfred Bion, e da cui poi si staccò il gruppo della cosiddetta "scuola indipendente"; e la psicologia del Sé, sviluppata da Heinz Kohut, che si focalizzano maggiormente su differenti aspetti della vita psichica intra- e inter-soggettiva. La concezione originale di Freud (detta "pulsionalista") ha quindi conosciuto numerosi sviluppi teorici e tecnici nel corso dei decenni.
La psicoanalisi è sempre stata intensamente criticata da scienziati e filosofi per la difficoltà con cui molti dei suoi concetti possono essere sottoposti a verifica sperimentale o a ricerche empiriche, che raramente hanno accompagnato le sue teorizzazioni. Tuttavia, sono numerose anche le conferme arrivate da altre branche della psicologia e delle neuroscienze che, se da un lato hanno screditato alcuni presupposti psicoanalitici, dall'altro hanno fornito una soddisfacente base sperimentale/empirica ad altri. Attualmente sono in corso tentativi di studio e integrazione tra le modellizzazioni della psicoanalisi e molte nuove acquisizioni della psicologia, dell'etologia, della psicopatologia e nelle neuroscienze, in un'ottica che sta portando allo sviluppo di una serie di modelli psicodinamici maggiormente integrati e interdisciplinari, ritenuti epistemologicamente più articolati ed empiricamente riscontrabili.

### Impatto socio-culturale
La psicoanalisi ha rappresentato una vera e propria rivoluzione nel pensiero occidentale moderno otto-novecentesco tanto da parlare di rivoluzione psicoanalitica che ha dato l'input allo sviluppo delle scienze sociali (psicologia, sociologia e filosofia su tutte), oltre a rappresentare un primo efficace aiuto nella cura dei disturbi mentali o psicopatologici sotto forma di prassi psicoterapeutica.

## Precursori

### L'inconscio prima della psicoanalisi
Come lo stesso Freud afferma, l'idea che i sogni siano manifestazioni di desideri era stata già universalmente espressa da Erofilo di Calcedonia
Nata alla fine del XIX secolo, la psicoanalisi è debitrice di numerose teorie e pensieri scientifici e filosofici. Diversi autori tracciano una linea che parte fin dal XVII secolo. Sebbene indagini fin troppo minuziose potrebbero andare anche più indietro nel tempo, in questo periodo troviamo autori come Blaise Pascal, Baruch Spinoza e Gottfried Wilhelm Leibniz che introducono temi come il trionfo dell'autocoscienza, l'essenza del soggetto con la razionalità, le dimensioni imponderabili e inaccessibili dell'uomo e l'esistenza di percezioni continuamente al di fuori della coscienza. Tali concetti vennero ripresi dalla psicoanalisi per dar luce alla propria elaborazione del concetto di inconscio, elemento chiave della teoria freudiana. "L'aspetto dominante della concezione dell'inconscio prima di Freud è la ricerca di ciò che sta oltre la razionalità, ben rappresentata nell'opposizione tra illuminismo e romanticismo, rappresentata dalla componente irrazionale".
Anche autori illuministi (Jean-Jacques Rousseau, Immanuel Kant...) e romantici (Johann Goethe, Friedrich Schiller...) diedero il loro contributo alla formulazione del concetto di inconscio. Sigmund Freud riconosce in particolare in Denis Diderot, intellettuale illuminista ed enciclopedista, uno dei precursori delle idee della psicoanalisi, affermando che egli aveva già intuito con acutezza la realtà del complesso di Edipo, riferendosi ad una frase de Il nipote di Rameau nella traduzione tedesca di Goethe: «Se il piccolo selvaggio fosse abbandonato a sé stesso e se conservasse tutta la sua debolezza mentale, e alla mancanza di ragione propria del bambino in fasce congiungesse la violenza delle passioni dell'uomo di trent'anni, torcerebbe il collo al padre e giacerebbe con la madre». Altri autori e artisti che esplorarono tale tema furono Francisco Goya, il marchese de Sade e Johann Heinrich Füssli, del quale Freud possedeva una delle versioni del noto dipinto Incubo.
A partire dalla seconda metà dell'Ottocento la letteratura in proposito fu di vastissima portata, fino ad arrivare a Johann Friedrich Herbart, che oltre a definire una volta per tutte la necessità di un approccio scientifico allo studio della psiche riprese il concetto leibniziano di "piccole percezioni", sostenendo che solo stimoli di una certa forza arrivano alla coscienza mentre gli altri rimangono inconsci; a Gustav Fechner, che riprese il concetto di soglia; e a Hermann von Helmholtz, che parlò dell'importanza dell'"inferenza inconscia" nella guida dell'esperienza e delle percezioni. Anche nelle filosofie della vita sono presenti richiami a qualcosa di inconscio nella natura umana: in Schopenhauer c'è qualcosa di inconscio che è la volontà di vivere  così pure in Bergson poiché lo slancio vitale è "incausato", mentre in Nietzsche è presente il concetto di volontà di potenza.

### L'ipnosi
Essendo stata ideata da Freud, nella sua versione originale la psicoanalisi fu inevitabilmente influenzata dalle sue esperienze mediche (e non). Sebbene sia più opportuno rimandare alla voce su Freud per quanto riguarda un approfondimento dei suoi studi sull'ipnosi, una breve panoramica sull'argomento aiuta a capire alcuni passi da cui prese le mosse la teorizzazione psicoanalitica.

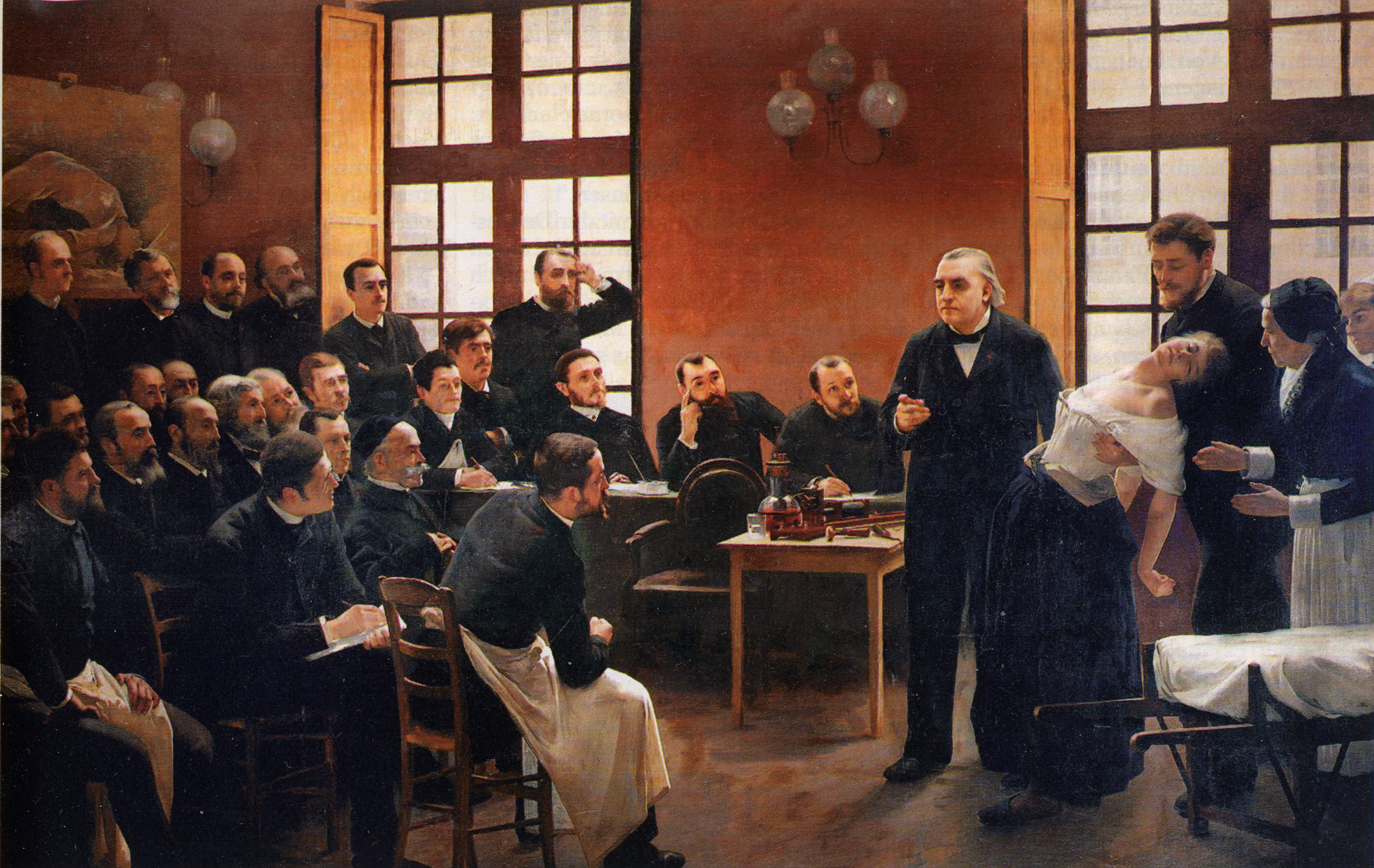
Jean-Martin Charcot alla Salpêtrière di Parigi, mostra ai suoi studenti una donna ("Blanche" Marie Wittman) in "stato isterico"

Nella seconda metà dell'Ottocento, in Europa, ci fu una rivalutazione dell'ipnosi e in particolare due scuole cliniche francesi si dedicarono all'argomento. A Parigi Jean-Martin Charcot (presso cui Freud compì un tirocinio di alcuni mesi nel 1885), fondò la Scuola di neuropsichiatria della Salpètriere, e si dedicò dal 1878 allo studio sistematico dell'ipnosi, che applicò soprattutto alla cura dei casi di isteria. Fondamentale per la psicoanalisi fu senz'altro il concetto di "lesione funzionale", una lesione priva di un riscontro organico ma alla base di fenomeni come paralisi, anestesie e contratture, le cui cause, secondo l'autore, erano da ricercare in "qualità affettive".
Allievo di Charcot fu Pierre Janet che, benché Freud non avesse citato il suo contributo in nessuna sua opera (e anzi entrò in polemica con la sua teorizzazione dell'isteria), definì quest'ultima "una patologia di natura psichica, diversamente da molti contemporanei che l'attribuivano a disfunzioni fisiologiche".
L'altra scuola, la Scuola di Nancy, fu fondata da Hippolyte Bernheim (il cui corso universitario Freud seguì nel 1889). Egli rivisitò l'ipnosi con il concetto di suggestione, mettendo definitivamente in crisi il concetto di nevrosi come malattia organica del sistema nervoso. Infatti tramite la suggestione ipnotica fu possibile creare nei soggetti sani delle condizioni simili a quelle di individui nevrotici: risultò allora chiaro come la nevrosi non potesse più essere considerata come una malattia necessariamente organica.
Inizialmente Freud, docente di neuropatologia, sottopose a terapia una paziente attraverso la tecnica che aveva studiato a Parigi, nel 1885 presso la scuola di neurologia di Charcot alla Salpêtrière e nel 1889 presso la scuola di neurologia di Hippolyte Bernheim a Nancy: l'ipnosi.

### Dal metodo catartico alla psicoanalisi
Sigmund Freud, nel suo iniziale lavoro con Joseph Breuer su pazienti isteriche, adottò nel trattamento ipnotico il metodo catartico. Insieme con il collega e amico, Freud dimostrò che i sintomi dell'isteria avevano un preciso significato psicologico mentre fino ad allora si supponeva fossero dati da una degenerazione del sistema nervoso.
Il metodo catartico consisteva nel riportare la mente del paziente, posto sotto ipnosi, allo stato in cui si trovava quando i sintomi si erano manifestati la prima volta. L'evento risultava sempre collegato a un'esperienza passata che era stata particolarmente traumatica per il paziente. Nel rivivere l'episodio, il forte impatto emotivo represso nella mente del paziente "usciva fuori" e i sintomi scomparivano. Ciò non avveniva senza una viva espressione dell'intenso contenuto emotivo collegato all'esperienza traumatizzante. Spesso all'episodio traumatico iniziale risultavano collegati altri episodi successivi della vita del paziente, ognuno dei quali aveva portato un suo contributo alla definizione dei sintomi presentati dal paziente stesso al momento della cura.
Freud e Breuer arrivarono così a sostenere che ricordi di grande impatto emotivo venivano dimenticati perché considerati inaccettabili alla mente cosciente; tali emozioni, però, spingevano per esprimersi e il sintomo isterico era proprio il risultato di tale espressione.
Il trauma poteva essere anche un evento recente, ma nella maggior parte dei casi esso risultava collegato ad esperienze infantili o della prima adolescenza. Nella concettualizzazione originaria, la terapia proposta per curare le pazienti (l'isteria al tempo era considerato un disturbo esclusivamente femminile) era basata sull'abreazione, cioè la presa di coscienza del ricordo che portava alla liberazione dell'emozione repressa (catarsi); tale abreazione avveniva proprio nel momento in cui il paziente "gettava fuori" il contenuto fino ad allora rimasto sepolto.
La psicoanalisi fu sviluppata da Freud proprio per cercare di affrontare i pazienti con cui falliva la tecnica catartica. In particolare, la stessa natura del metodo catartico imponeva alcuni limiti: ad esempio, la tecnica era applicabile solo a quei pazienti che fossero in adeguate condizioni mentali, tali da poter essere sottoposti ad ipnosi.
Un altro vantaggio della tecnica psicoanalitica rispetto a quella catartica venne giustificato, a livello teorico, dallo stesso Freud nel corso del suo lavoro. Secondo Freud, l'effetto dell'ipnosi è quello di far "arretrare" le resistenze (intese in senso psicoanalitico) della mente del paziente, consentendo l'accesso a materiale rimosso che albergava nell'inconscio. Le resistenze, però, non sono state abbattute; piuttosto, esse sono semplicemente arretrate, "barricandosi" su una linea di difesa pressoché inattaccabile. La psicoanalisi, sosteneva Freud, non soffre di questo svantaggio.
Un altro problema della tecnica ipnotica di cui Freud si accorse era che, dopo un periodo di tempo più o meno lungo dal trattamento, il paziente spesso tornava a essere nuovamente sintomatico, presentando il sintomo iniziale (quello da cui era guarito) oppure un altro sintomo.

## Concetti fondamentali

### L'inconscio
L'inconscio è senza dubbio la nozione cardine della psicoanalisi. Freud ne riformulò il concetto da due punti di vista: da un punto di vista descrittivo l'inconscio rappresenta tutti quei prodotti della psiche che non raggiungono la coscienza, mentre da un punto di vista topico è un "luogo" dell'apparato psichico dove si situano i contenuti della coscienza fatti oggetto di rimozione.
Il concetto di determinismo psichico dà legittimità alla nozione di inconscio. Nessun evento psichico, dice Freud, è determinato dal caso: ogni processo mentale ha una causa ben specifica, spesso identificabile solo attraverso l'indagine dell'inconscio. In questo senso, un pensiero improvviso, una canzone che comincia a ronzarci in testa, il ricordo di un evento nel momento in cui guardiamo una fotografia, il sentimento causato da un quadro sono tutti dovuti a cause ben specifiche, che l'analisi dei contenuti inconsci, coscienti e preconsci potrà rivelare.

### Energia psichica e libido
La denominazione di "energia psichica" prende in prestito il concetto di energia dalla fisica al fine di spiegare i fenomeni mentali. L'energia è "un'attitudine di un corpo o di un sistema di corpi a compiere un lavoro" e quella psichica si differenzia poco da tale concezione, sennonché potremmo dire che il corpo è in questo caso la mente e il lavoro è una qualsiasi produzione mentale: desideri, intenzioni, idee, motivazioni, interessi, rappresentazioni, aspettative... Energia e forza sono dunque, in psicologia, dei termini figurati, o metaforici.
Freud fece riferimento al concetto di energia psichica per coniare la nuova definizione di libido (in latino "desiderio"), che corrisponde a "l'espressione dinamica nella vita psichica della pulsione sessuale", stato di eccitazione prodotto dallo stimolo. La risposta che una persona può dare a uno stimolo può avvenire per istinto o per pulsione. Il primo considerato come la necessità di reagire agli stimoli mediante un comportamento innato, stereotipato e costante, secondo cui a ogni stimolo corrisponde una prefissata risposta motoria. La seconda, invece, è descritta come la capacità umana di reagire agli stimoli senza che sia inclusa necessariamente una risposta motoria.

### Le pulsioni
"Al di là del principio di piacere", del 1920, segnerà una svolta nella teoria psicoanalitica. Il conflitto verrà concepito come prodotto dallo scontro, nell'individuo, tra pulsione di vita (o Eros, espressione degli impulsi libidici) e pulsione di morte (o Thanatos, tendenza all'autodistruttività propria, secondo la teorizzazione freudiana, di ogni essere vivente). "Se Eros tende a creare organizzazioni della realtà sempre più complesse o armonizzate, Thanatos tende a far tornare il vivente a una forma d'esistenza inorganica".
Freud precisa:
(Sigmund Freud, "Al di là del principio di piacere", Torino, Boringhieri, 1975, p. 85)
Da Eros trae origine la libido, così come da Thanatos trae origine la destrudo.
Freud ipotizza che Eros sia responsabile dell'evoluzione degli organismi unicellulari in pluricellulari e che Thanatos abbia stimolato la formazione della muscolatura, apparato attraverso il quale l'aggressività può essere scaricata verso l'esterno.

### Il conflitto psichico
Successivamente al rifiuto dell'idea che disturbi isterici nascessero dal blocco dell'energia affettiva causato da avvenimenti dolorosi, Freud elaborò il concetto di conflitto psichico. Egli ipotizzò che l'energia sessuale potesse entrare in contrapposizione con altri tipi di energia sfociando in un vero e proprio conflitto, la mancata risoluzione del quale avrebbe portato al sorgere di un sintomo psichico (come potrebbe essere una fobia) o fisico (come una paralisi isterica). Inizialmente parlò di conflitti generati dalla contrapposizione tra libido e pulsione dell'Io, mentre più avanti la contrapposizione venne posta tra pulsioni di morte e pulsioni di vita (in cui si poneva la libido).

### Il complesso
Sigmund Freud descrisse il complesso come un nucleo associativo di pulsioni istintuali e di rappresentazioni dell'inconscio che si strutturano in un insieme coerente. Il complesso più conosciuto, anche al di fuori della terminologia psicoanalitica, è il complesso di Edipo che il bambino sviluppa a partire dal desiderio sessuale verso il genitore di sesso opposto, e che si associa a una rivalità sessuale nei confronti del genitore dello stesso sesso e al senso di colpa legato all'incesto. Questo desiderio, non accettabile dalla coscienza, viene prontamente rimosso e trasferito nell'inconscio. Nel caso in cui non intervengano meccanismi di difesa atti a mitigare le tensioni interne, si manifestano allora comportamenti devianti e quindi complessi. Altri famosi e importanti complessi sono il complesso di Elettra, il complesso di castrazione, il complesso di inferiorità e il complesso di senso di colpa.

## "Spie" dell'inconscio: sogni, atti mancati e associazioni libere

### I sogni
"L'interpretazione dei sogni" (1899) è considerato il "testo d'inizio" della psicoanalisi (benché il concetto venga espresso per la prima volta nel 1896). Il sogno è per Freud la "via regia" per accedere ai contenuti inconsci, in grado di manifestarsi con un minor controllo da parte della coscienza (vedi di seguito in questa voce: "La pratica psicoanalitica").
Per Freud il sogno
- è un "custode del sonno". Esso preserva il desiderio-esigenza di dormire del sognatore, "trattenendolo" nello stato di sonno.
- è "una forma particolare del nostro pensiero resa possibile dalle condizioni dello stato di sonno"[36], il cui scopo è l'appagamento di un desiderio inconscio.

Freud ritiene in sostanza che la censura, che durante la fase di veglia vigila costantemente per impedire che il materiale rimosso ritorni alla coscienza, approfitti dello stato di sonno in cui si trova la persona. Poiché quest'ultima risulta temporaneamente "immobilizzata", la censura ne approfitta per "riposarsi" e per "ricaricarsi", mentre i contenuti inconsci che emergono in questa condizione non possono provocare alcun danno.
Durante il sonno la censura è ridotta, ma è comunque presente; di conseguenza, i contenuti inconsci possono riemergere solo in maniera distorta e non esplicita. Il sogno è, infatti, caratterizzato dall'avere un contenuto manifesto, dato dall'insieme delle immagini e dei suoni che effettivamente si ricordano al risveglio, e di un contenuto latente, composto da elementi rimossi che sono stati opportunamente alterati per poter "aggirare" la censura. Ciò avviene tramite una rappresentazione metaforico-simbolica degli elementi che costituiscono il contenuto latente del sogno (a questi ultimi Freud si riferisce anche con il nome di "pensieri del sogno"). In realtà, Freud spesso nota come i sogni siano "sovraccarichi" di contenuti latenti; in altre parole, uno stesso sogno rappresenta contemporaneamente più contenuti latenti tramite lo stesso contenuto manifesto.
La censura che si verifica nel lavoro onirico opera sostanzialmente tramite due processi: lo spostamento e la condensazione. Lo spostamento comporta la deviazione dell'idea rimossa verso oggetti differenti, mentre la condensazione comporta l'unione di più elementi rimossi in un unico elemento.
Quelli che compaiono nel sogno sono considerati, dunque, come simboli, ognuno dei quali è dotato di uno o più significati; però non esiste un "dizionario" univoco che riporti il significato di ognuno di essi, in quanto esso varia da persona a persona.
Compito dell'analista è quello di interpretare il sogno, al fine di ottenere il contenuto latente a partire da quello manifesto, basandosi sulle libere associazioni del paziente e sul ritorno del rimosso che si presenta sotto forma di rielaborazione verbale del materiale onirico.

### Errori, lapsus, atti mancati e casuali
Il sogno non è l'unico modo indicato dalla teoria classica per accedere ai contenuti inconsci. "Psicopatologia della vita quotidiana" introdusse il concetto di "atto mancato", manifestazioni dell'inconscio come lapsus, dimenticanze, sbadataggini, smarrimento di oggetti. L'atto mancato rivela un conflitto inconscio tra un'intenzione cosciente, che viene perturbata, e un'intenzione perturbante, che agisce inconsciamente.
Il lapsus contiene sempre per Freud un fondo di verità, più o meno cosciente a seconda del caso. Egli, ad esempio, riporta il caso di un giovane che affermò di essere stato colpito dalla "spogliatezza" - anziché dalla "spigliatezza" - di una ragazza, e il caso di una bambina che, dovendo scegliere tra cioccolata e giocattoli, rispose "cioccolattoli".

### Libere associazioni
Infine, tra le tecniche di accesso ai contenuti inconsci troviamo quella delle libere associazioni , che fa parte delle regole fondamentali del trattamento psicoanalitico (teorizzata prima degli scritti sui sogni e sugli atti mancati, dopo i lavori con Breuer). "Si chiede al paziente di rinunciare volontariamente, per quanto gli riesce, alla censura cosciente e di esprimere liberamente i suoi pensieri, sentimenti, speranze, sensazioni, idee, senza badare se gli sembrano sgradevoli, insensati, non pertinenti o non rilevanti". L'ipotesi alla base di questo processo è che il paziente, trovandosi in uno stato di relativa comodità fisica (da qui l'introduzione del lettino in analisi) e lasciando vagare la mente, riduca la pressione delle difese che non permettono ai contenuti inconsci di venire alla luce.

## Le duetopiche
Per Freud è possibile una ripartizione dei contenuti della mente umana in due modi diversi, detti topiche. La prima di esse distingue inconscio, preconscio e coscienza, mentre la seconda distingue tra Es (o Id), Io (o Ego) e Super-io (o Super-Ego). Queste due suddivisioni non si escludono a vicenda.

Diagramma dei due principali modelli della psiche

Tra le due topiche c'è una certa sovrapposizione. In particolare, l'Es opererebbe solo dall'inconscio, mentre l'Io e il Super Io sono entrambi ripartibili tra conscio, preconscio e inconscio. Ciò che si manifesta della vita psichica della persona è solo la "punta" di un iceberg; la maggior parte dell'attività mentale risiede proprio nell'inconscio, senza che ce ne accorgiamo.

### Il modello topografico: inconscio, preconscio e coscienza
La teoria dei sogni portò Freud a distinguere tre stati o sistemi della mente.
Lo stato più profondo, l'inconscio, è considerato la sede di desideri, impulsi e ricordi dimenticati - o meglio, "rimossi". Secondo questa teorizzazione l'inconscio "spinge" per la realizzazione di tali desideri/impulsi, secondo quello che è detto "principio di piacere" (un principio di azione e ideazione basato sul soddisfacimento, anche tramite forme indirette, del desiderio sessuale). Inoltre, la logica che determina l'inconscio è detta "processo primario", cioè un pensiero "impulsivo, disorganizzato, incomprensibile al pensiero razionale, dominato da immagini visive bizzarre e noncurante del tempo, dell'ordine o della coerenza logica".
A differenza del sistema conscio, l'inconscio non è soggetto alle leggi della logica; in particolare,
1. l'inconscio è privo del concetto di "tempo": un ricordo o un impulso inconscio di lunga data ha lo stesso effetto di uno (inconscio) recente.
2. non vale il principio di non contraddizione: nell'inconscio possono coesistere impulsi tra loro opposti senza che essi si annullino reciprocamente.

Il preconscio è posto tra l'inconscio e la coscienza. Anch'esso contiene ricordi di esperienze passate dell'individuo. Ciò che distingue il preconscio dall'inconscio è quanto segue: se vuole, il soggetto può riportare alla coscienza i ricordi contenuti nel preconscio (può essere necessario un certo sforzo per ricordare); invece, non è possibile volontariamente e spontaneamente riportare alla coscienza contenuti che sono stati "gettati" nell'inconscio.
L'ultimo stato della mente è la coscienza (o sistema conscio), i cui contenuti sono immediatamente accessibili. Essa si basa sul "principio di realtà" (le cui azioni e ideazioni sono date dal confronto con la realtà esterna e con i suoi principi e valori) e segue le logiche del "processo secondario", che tramite processi logici e razionali permette un corretto adattamento alla realtà esterna.
L'inconscio non è soggetto alla stessa critica razionale alla quale, invece, vengono sottoposte le idee del sistema conscio. Questo significa che un dato soggetto non è in grado di fronteggiare un impulso inconscio, a meno che quest'impulso non venga portato alla coscienza. Pertanto, i desideri inconsci godono di una "forza" enorme rispetto alla volontà della persona.
Si può dire che la pratica psicoanalitica consista, in definitiva, in questo: nel cercare di portare alla coscienza i desideri e i ricordi inconsci che influenzano la vita della persona. Portare alla coscienza questi contenuti ha due effetti:
- da un lato, essi vengono "tolti" dal sistema inconscio, per cui perdono la grande influenza che essi prima avevano nella vita psichica dell'individuo;
- dall'altro, essi possono ora essere sottoposti alla critica razionale caratteristica del sistema conscio, per cui è facile per il soggetto tenere questi impulsi "sotto controllo".

### Il modello strutturale: Es, Io e Super-Io
Con "L'Io e l'Es", del 1923, Freud presentò il cosiddetto modello strutturale della mente. Quest'ultima venne divisa in tre istanze psichiche diverse: l'Es, l'Io e il Super-Io.
L'Es è una struttura totalmente inconscia, che spinge per la soddisfazione delle pulsioni inconsce dell'individuo. Solo attraverso i sogni o le associazioni mentali affiorano i contenuti dell'inconscio, che durante la notte "sfuggono" al controllo delle azioni della coscienza.
Il Super-io è una struttura quasi del tutto inconscia, costituita dalla rappresentazione psichica delle regole e dei divieti morali della persona. Esso trae origine dall'interiorizzazione delle figure genitoriali durante la prima fase di vita dell'individuo. Tale rappresentazione non corrisponde al genitore reale, ma a una sua immagine interiorizzata più severa e autoritaria. Il Super-io ha il compito di impedire che l'Es soddisfi liberamente le proprie pulsioni.
L'Io è ciò che più si avvicina alla concezione di Sé. È la struttura organizzatrice della personalità e il suo compito principale è quello di fare da mediatore tra le richieste dell'Es e le esigenze della realtà. Inizialmente deve trovare un compromesso tra l'esigenza di soddisfare le pulsioni istintuali dell'Es e le restrizioni della realtà e della società; successivamente, con lo sviluppo del Super-io, assume il compito di mediatore tra le pulsioni e i divieti imposti da quest'ultimo. Per assolvere a questi compiti l'Io ha a disposizione dei meccanismi di difesa e la capacità di gestire la realtà attraverso funzioni come percezione, attenzione, memoria, problem solving e, naturalmente, la coscienza. Le basi dell'Io vengono a crearsi tramite processi di identificazione con gli oggetti del desiderio dell'Es: quando tale desiderio viene frustrato, l'assimilazione dell'oggetto (per mezzo dell'identificazione) andrà a costituire la base l'Io.
Con il modello strutturale la psicopatologia è concepita come il risultato di impulsi inaccettabili che minacciano di sopraffare l'Io e le difese contro di essi messe in atto dall'Io stesso.
Freud chiarì che si trattava di meri concetti metaforici e sebbene alcuni autori tentarono di trovare un corrispettivo anatomico, non ebbero mai successo; tuttavia Fonagy e Target (2005) parlano di studi psicometrici che indicano che "la differenziazione fra le strutture mentali tracciata intuitivamente da Freud può essere dimostrata empiricamente".

## Dalla "malattia" alla "guarigione"
È dunque utile analizzare alcuni aspetti teorici di merito, legati alle originarie teorizzazioni "pulsionaliste" di Sigmund Freud; teorizzazioni comunque in seguito parzialmente riviste o rimodulate nell'ambito degli sviluppi del pensiero e della prassi psicoanalitica.

### Il concetto di "salute mentale" e di "malattia" in Freud e la causa della malattia
Per Freud, la differenza tra un soggetto psichicamente "sano" e uno "malato" è solo quantitativa e non qualitativa. Egli sostiene che i meccanismi che operano nella mente di una persona sofferente di disturbi psicopatologici siano esattamente gli stessi che operano nella mente di una persona "sana"; la differenza sta nell'intensità con cui i conflitti che agiscono nella mente della persona si manifestano al mondo esterno, e intervengono nella sua vita personale e sociale. Questo rende priva di fondamento la 
distinzione stessa tra soggetto "sano" e "malato": semplicemente, essi esprimono in modi diversi contenuti inconsci dello stesso tipo.
Le elaborazioni di merito di Freud, qui di seguito analizzate, sono state in seguito revisionate dagli stessi sviluppi teorico-metodologici della psicoanalisi, man mano che il quadro teorico di riferimento si è evoluto dai classici modelli pulsionalisti a quelli relazionali e intersoggettivi.

#### I conflitti inconsci secondo Freud
In ognuno (nei soggetti "sani", così come nei soggetti "malati"), esistono dei conflitti tra pulsioni e forze inconsce di vario tipo. Pulsioni inaccettabili per la mente cosciente vengono rimosse, mentre pulsioni che vengono ritenute pericolose per il soggetto vengono fermate con l'ausilio dei cosiddetti meccanismi di difesa. Pur restando inconsci, questi conflitti possono spesso manifestarsi tramite degli "indizi indiretti", che è possibile cercare di interpretare da una prospettiva psicoanalitica. Tali indici di conflitto, nella teorizzazione freudiana, possono includere i lapsus, le dimenticanze, gli errori di distrazione, i sogni, e ogni tipo di produzione creativa della persona (ad esempio, l'attività artistica e quella intellettuale, tramite processi di sublimazione); e, pur non generando una situazione patologica, si possono considerare come sintomi della presenza di tali conflitti.
Questi fenomeni fanno ovviamente parte della vita delle persone "sane", così come di quelle che manifestano sintomi patologici.

#### Esperienze traumatiche
Ogni essere umano è costantemente coinvolto in una serie di esperienze e interazioni con l'ambiente esterno, di vario tipo e intensità. Ovviamente, la reazione a una stessa esperienza cambia da soggetto a soggetto e, anche nella stessa persona, è diversa a seconda del particolare momento della vita in cui si presenta tale esperienza. Allo stesso modo, è diversa anche la portata emotiva che il soggetto associa (più o meno consciamente) all'esperienza.
Se durante la vita di una persona si verifica un evento accompagnato da un'intensa portata emotiva, che in quel momento il soggetto non è psichicamente in grado di fronteggiare, allora l'esperienza risulta "traumatizzante" per la persona stessa. Secondo la prima topica freudiana, per non risultare "schiacciato" dall'intensità delle emozioni, il soggetto, servendosi dei meccanismi di difesa, rimuove l'intera esperienza e soprattutto le emozioni vissute, "spostandole" nell'inconscio. 
Lì tali affetti restano finché non vengono eventualmente riportati alla coscienza.
È possibile che l'esperienza, prima o poi, riemerga alla coscienza: può accadere, durante la psicoterapia, che il soggetto ricordi l'evento ma non abbia alcuna memoria delle emozioni provate; questo perché non è il contenuto dell'evento in sé a costituire pericolo per la persona e dal quale questa si protegge, ma piuttosto il carico emotivo correlato, eccessivamente intenso per la psiche del soggetto.
Le emozioni rimosse mantengono sostanzialmente intatta la loro forza, anche a distanza di tempo, e possono "operare" dall'inconscio influenzando alcuni aspetti della vita psichica della persona.
I contenuti rimossi vengono mantenuti nell'inconscio da quelle che Freud chiama resistenze, che hanno lo scopo di impedire che il materiale che un tempo era ritenuto pericoloso per il soggetto possa "riemergere" in futuro. Non esiste un meccanismo che sia l'"inverso" della rimozione, per cui l'unico modo che il soggetto ha per riottenere il controllo su tali contenuti è quello di elaborare e rimodulare alcune delle proprie resistenze, sovente con l'aiuto di un esperto, così da permettere al materiale inconscio di integrarsi nella coscienza.

#### La psicopatologia
Il vissuto e le esperienze di vita della persona determinano, durante la sua evoluzione (soprattutto nelle prime fasi di vita), i rapporti che si instaurano tra queste pulsioni, e condizionano il prevalere di alcune sulle altre, in modo che molti di questi conflitti trovino spontaneamente una risoluzione.
È possibile che alcuni conflitti restino non risolti. Se qualcuno di essi è particolarmente forte, e se il soggetto ha attraversato in passato una o più esperienze traumatiche di sufficiente intensità, il conflitto può legarsi a queste ultime. Se questo avviene, allora sorge un processo psicopatologico con i suoi relativi sintomi, che non sono altro che espressioni del conflitto inconscio "in tema" con l'esperienza traumatizzante.
Si noti che per Freud le emozioni rimosse nell'inconscio costituiscono semplicemente una "predisposizione" alla malattia, mentre la malattia stessa è data dalla compresenza di tali emozioni e di conflitti non risolti (e sufficientemente attivi), che riescano a legarsi a esse in qualche modo. Sono questi ultimi che "alimentano" la problematica psichica e la relativa sintomatologia.
Secondo le teorie originarie di Freud, dunque, la malattia mentale non è altro che un'espressione di conflitti inconsci, opportunamente "mascherati" secondo precise modalità di funzionamento dei meccanismi di difesa. D'altra parte, anche le altre 
manifestazioni psichiche sopra menzionate - lapsus, dimenticanze, sogni, produzione creativa, ecc. - ricadono in questa definizione; è per questo che si è affermato che la differenza tra soggetto "malato" e "sano" è solo quantitativa e non qualitativa: la differenza sta nell'intensità e struttura dei conflitti inconsci che la persona si trova a dover fronteggiare, e nel modo con cui questi conflitti si esprimono.

### La sublimazione
La libido non può trovare realizzazione nell'immediato perché ciò implicherebbe una continua autoaffermazione, impedendo così la vita sociale. Così essa viene in parte deviata. Alcuni soggetti riescono a deviare quest'energia di vita in espressioni d'arte, questa deviazione viene ritenuta da Freud positiva e chiamata sublimazione.

### La "guarigione"
Nell'originario "modello pulsionalista classico", secondo Freud la malattia mentale è causata dalla compresenza di due fattori:
- esperienze particolarmente traumatiche vissute in passato e successivamente rimosse (e che risultano legate più o meno direttamente ai sintomi);
- conflitti tra forze inconsce di vario tipo (e che sono la vera "causa attiva" della malattia).

Il lavoro psicoanalitico è dunque finalizzato a permettere un'analisi, rielaborazione e integrazione degli effetti e delle rappresentazioni coinvolte nella dinamica conflittuale intrapsichica, con l'obbiettivo di ristrutturarne gli equilibri, riducendo o eliminando l'eventuale sintomatologia correlata.

### L'interpretazione "selvaggia"
Uno dei mezzi con cui la psicoanalisi raggiunge i suoi obiettivi è quello di far sì che il paziente integri nella coscienza alcuni dei propri contenuti inconsci.
Spesso capita che lo psicoanalista riesca a individuare alcuni aspetti strutturali o funzionali dei processi e contenuti inconsci dell'analizzando prima del paziente stesso. In questo caso, nell'analista può essere forte la soddisfazione per la "scoperta" compiuta, e il desiderio di comunicare tale contenuto al paziente, magari ritenendo di "accelerare" in tal modo la sua elaborazione personale.
Secondo lo stesso Freud, questo è un errore tecnico rilevante. Freud chiama questa pratica "interpretazione selvaggia": lo psicoanalista, infatti, deve limitarsi ad aiutare il paziente a individuare ed elaborare un dato contenuto inconscio, senza anticipare in maniera incongrua i tempi di elaborazione autonoma dell'analizzando.
Nel caso di rielaborazione autonoma, il contenuto è integrabile nella coscienza anche perché vi è stato un adeguato lavoro di rimodulazione delle relative resistenze; nel secondo caso, invece, il contenuto viene "presentato" al paziente dall'esterno, senza sufficiente elaborazione autonoma. Le resistenze in questo caso sono quindi ancora forti: anche se ne riceve una "descrizione dall'esterno", il paziente non percepisce fino in fondo quel materiale come suo, e anzi nella maggioranza dei casi l'analista lo osserva negare decisamente quel contenuto.

## La pratica psicoanalitica
Il metodo psicoanalitico originario si basava sull'idea che le nevrosi scaturissero dall'incapacità dell'Io di impadronirsi delle idee rimosse: in altre parole, per Freud l'elaborazione del motivo patologico è già di per sé cura del disagio stesso. Tuttavia gli elementi rimossi non sono noti a priori, e quindi è impossibile cercare in una direzione precisa. Per questo motivo la terapia si fonda sull'analisi dei contenuti che indirettamente - e inconsapevolmente - il paziente stesso fornisce al medico.

### I meccanismi di difesa
Sigmund Freud e i suoi allievi, tra cui sua figlia Anna Freud, indagarono su fenomeni psichici apparentemente contraddittori, come ad esempio le risposte a conflitti tra motivazioni opposte, gli auto-inganni o i falsi moralismi, interpretandoli come meccanismi di difesa. Ad esempio, l'uomo che nega a sé stesso certe rappresentazioni mentali disturbanti lo farebbe per ottenere il vantaggio di non provare angoscia. Oppure, l'emergere di certi atteggiamenti moralistici può in alcuni casi essere interpretato come la conseguenza funzionale di un senso di colpa per azioni ritenute "riprovevoli", o della trasformazione di pulsioni sessuali represse o deviate dal loro oggetto naturale.

### Transfert e controtransfert
Nell'esplorare la vita psichica dei pazienti e nel condurre la terapia Freud si accorse che i pazienti sviluppavano nei suoi confronti delle intense reazioni emotive. Ne concluse, in accordo con la sua ipotesi dell'origine infantile delle nevrosi, che si trattava di un trasferimento verso la sua persona di atteggiamenti affettivi, che i soggetti stessi avevano provato nell'infanzia verso i propri genitori.
Questo trasferimento di sentimenti venne chiamato transfert, positivo nel caso di sentimenti come affetto e addirittura amore verso l'analista e negativo nel caso di sentimenti come l'odio.
Da un lato, il sorgere del transfert consente all'analista di acquisire materiale per l'analisi; dall'altro lato, però, i sentimenti del transfert stesso rischiano di ostacolare la riuscita dell'analisi stessa, per cui è compito dell'analista accorgersi tempestivamente dell'insorgenza del transfert e facilitarne la rielaborazione, dopo averlo opportunamente utilizzato a fine terapeutico.
Anche nell'analista può sorgere un transfert verso il paziente; esso viene chiamato controtransfert. Anche il controtransfert può essere positivo o negativo, ma è comunque compito dell'analista rielaborarlo adeguatamente, perché altrimenti rischierebbe di essere di ostacolo ai fini dell'analisi.

### Analisi personale
L'insegnamento della psicoanalisi cominciò attraverso regole che Freud codificò ben presto, le quali comportano un particolare percorso di addestramento del candidato psicoanalista. Questi doveva sottoporsi allo stesso trattamento analitico, per acquisire lo strumento con il quale poi lavorerà con i suoi futuri pazienti. 
Tale relazione rendeva possibile una formazione esperienziale diretta, fondamentale per poter in primo luogo risolvere le possibili problematiche personali del futuro analista, e in secondo luogo per permettergli di esperire direttamente i vissuti e i processi propri della dinamica analitica. Questa fu chiamata analisi didattica e differiva dall'analisi personale solo per il fatto che le sedute didattiche venivano omologate in uno speciale registro. Inizialmente l'analisi didattica durava un mese.

## Sviluppi della psicoanalisi

### L'Associazione psicoanalitica internazionale

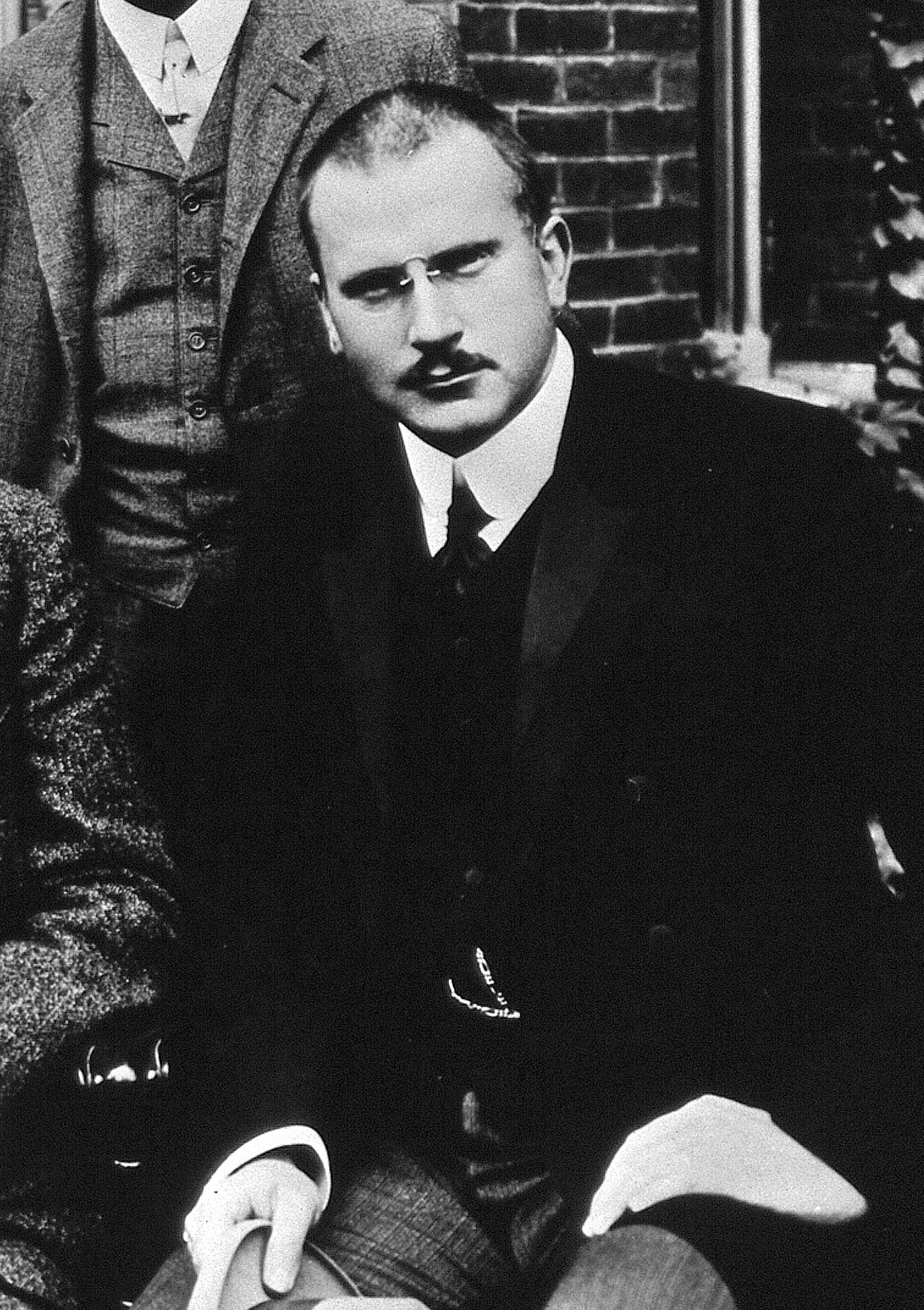
Carl Gustav Jung, uno dei primi "dissidenti"

La psicoanalisi ebbe ben presto dei seguaci, riuscendo Freud a farla accettare come tecnica terapeutica per un certo tipo di malattie psichiatriche come le nevrosi, che non avevano ancora trovato terapie efficaci. Così intorno a Freud, nella città di Vienna, si andò formando il primo gruppo di allievi; questo permise a Freud di fondare nel 1910 l'International Psychoanalytical Association, definendo così i criteri di formazione dei futuri analisti basati sull'analisi personale, le supervisioni, i corsi clinico-teorici. In quel periodo si vennero formando le prime società psicoanalitiche nazionali che aderiranno in seguito all'International Psychoanalitical Association.

### I successori di Freud
I principali nomi da ricordare fra i primi analisti con il loro contributo sono: Sándor Ferenczi (pioniere dei pionieri), Hanns Sachs (l'inconscio creativo), Otto Rank (il mito della nascita dell'eroe), Karl Abraham (il primo psicoanalista tedesco), Max Eitingon (l'organizzazione dell'analisi didattica), Ernest Jones (la biografia di Freud). In seguito Paul Federn (la teoria della psicosi), Ella Sharpe (la ricerca sull'empatia), Helen Deutsch (la maturazione della donna), Georg Groddeck (l'analista indomito), Melanie Klein (la psicoanalisi dei bambini), Wilhelm Reich (l'analisi del carattere), Otto Fenichel (l'enciclopedia della psicoanalisi) e Anna Freud (l'Io e i meccanismi di difesa), Heinz Hartmann (Psicologia dell'Io), Edward Glover (La teoria della tecnica).
Un posto particolare spetta alla variante della psicologia analitica, di Carl Gustav Jung, psichiatra svizzero, il cui interesse si incentrò sullo studio dei modelli (o schemi mentali) impersonali e collettivi, che presumeva operassero anch'essi nell'inconscio, modelli che chiamerà archetipi. Qui Jung credette di trovare la chiave per un'interpretazione collettiva di particolari fenomeni psicologici, o di fenomeni culturali, religiosi e artistici che Jung vede come espressioni di modelli archetipici, presenti in un particolare "repertorio simbolico universale" chiamato "inconscio collettivo". In sostanza Jung sposta sul piano inconscio alcuni condizionamenti culturali e ambientali che Freud riteneva presenti invece nel Super-io della psiche umana.
A partire dagli anni ’60 è cresciuta l’influenza della psicoanalisi francese, e in particolare di Jean Laplanche (autore con Jean-Baptiste Pontalis di una famosa "Enciclopedia della Psicoanalisi"), Paul-Claude Racamier (autore di "Lo psicoanalista senza divano"), Françoise Dolto (analista soprattutto di bambini), André Green, e molti altri. Tra tutti il più noto è Jacques Lacan, il quale ruppe con l’International Psychoanalytic Association e fondò una  propria scuola, che dopo la sua morte ha subito varie ramificazioni. Importanti anche gli studi di storia della psicoanalisi di Elisabeth Roudinesco.

### Psicoanalisi e cultura
La psicoanalisi ebbe un enorme impatto culturale e influenzò molti scrittori, filosofi e scienziati sociali del 1900 come Italo Svevo, James Joyce, André Breton e il surrealismo nella letteratura nonché il surrealismo nell'arte (Salvador Dalí), Bertrand Russell e Herbert Marcuse; molti intellettuali si sottoposero ad analisi, come Oscar Pfister (psicoanalisi e fede), Géza Róheim (Psicoanalsi e antropologia), Felix Deutsch (Psicoanalisi e medicina interna), August Aichhorn (l'amico della gioventù traviata), Marie Bonaparte (il problema della sessualità femminile), Siegfried Bernfled (i limiti dell'educazione), Karen Horney (l'enfasi della cultura), Kate Friendlander (Prevenzione della delinquenza giovanile), contribuendo a diffonderla.
La psicoanalisi ha esercitato un grande influsso soprattutto sulla filosofia europea detta "continentale", e in particolare sul cosiddetto post-strutturalismo francese. Si ispirano a Freud pensatori come Jacques Derrida, Louis Althusser, Jean-François Lyotard, Judith Butler, Slavoj Zizek, Alain Badiou. Hanno scritto sulla psicoanalisi anche Jurgen Habermas, Paul Ricoeur, Giorgio Agamben.

### Psicoanalisi in Italia
La psicoanalisi entrerà in Italia passando da Trieste dove Edoardo Weiss, analizzato da Paul Federn, allievo di Freud, diede impulso decisivo alla Società Psicoanalitica Italiana che era stata fondata a Teramo nel 1925 da Marco Levi Bianchini, libero docente presso l'Università di Napoli, Direttore dell'Ospedale Psichiatrico di Teramo.
Nel 1932 la S.P.I. fu trasferita a Roma e riorganizzata da Weiss che, nello stesso anno fondava la Rivista di Psicoanalisi, tuttora organo ufficiale della Società. In quel periodo spiccavano le figure di Cesare Musatti, Nicola Perrotti, Emilio Servadio e Alessandra Tomasi di Palma che contribuiranno, anche in seguito, alla divulgazione e al progresso clinico-teorico della psicoanalisi in Italia e all'estero.
Tra gli altri, importanti contributi allo sviluppo della psicoanalisi italiana vennero dati dallo psicoanalista cileno naturalizzato italiano Ignacio Matte Blanco che, affiancando la psicoanalisi alla teoria matematica degli insiemi, illustrò il concetto di "inconscio come insiemi infiniti". Da notare l'influenza sulla psichiatria psicoanalitica anche dello psicoanalista ebreo-italiano Silvano Arieti, emigrato negli Stati Uniti durante l'epoca fascista.
Tuttavia, la psicoanalisi inizia ad affermarsi e a diffondersi in Italia come metodo psicoterapeutico e come teoria clinica soprattutto a partire dagli anni ’60, anche grazie al contributo di diversi psicoanalisti provenienti dall’estero, tra cui Johannes Cremerius, Gaetano Benedetti, Joseph Sandler.
In quel periodo, particolare rilievo hanno avuto l’azione editoriale coordinata da Cesare Musatti per la traduzione delle Opere di S. Freud e l’iniziativa culturale guidata da Pier Franscesco Galli e Gaetano Benedetti, che prevedeva la traduzione di importanti opere successive a Freud, ma che in Italia rischiavano di essere ignorate a causa del ritardo culturale in cui la psicoanalisi si trovava.
Come spesso è accaduto in ambito psicoanalitico, anche in Italia si sono verificati conflitti tra gli psicoanalisti, dando vita a diverse istituzioni e scuole di pensiero che, pur rimanendo all’interno della tradizione freudiana, hanno trovato forme organizzative distinte.
Verso la metà degli anni ’60, oltre alla Società Psicoanalitica Italiana (SPI), organizzata attorno alla figura carismatica di Musatti e facente parte dell’International Psychoanalytical Association (IPA), si formano nuovi gruppi aventi come referenti scientifico-culturali J. Cremerius, G. Benedetti e J. Sandler. È di questo periodo la fondazione del Gruppo di Psicoterapia e Scienze Umane (che darà vita all’omonima rivista indipendente Psicoterapia e Scienze Umane fondata da Pier Francesco Galli) e dell’Istituto di Psicoanalisi di Milano (animato da Benedetti e Cremerius), che diviene Associazione Studi Psicoanalitici (ASP) e Scuola di Psicoterapia Psicoanalitica (SPP), facenti parti dell’International Federation of Psychoanalytic Societies (IFPS).
Alla fine degli anni '80, prende le mosse anche in Italia l'orientamento interpersonale della psicoanalisi, ispirato alle teorie di Harry S. Sullivan, Erich Fromm, Clara Thompson, Karen Horney, Frieda Fromm-Reichmann, il quale otterrà riconoscimento a livello istituzionale grazie alla fondazione dell'Istituto di Psicoterapia Analitica "H. S. Sullivan" a Firenze e dell'Istituto "Erich Fromm" di Psicoanalisi Neofreudiana a Bologna, federati entrambi all'International Federation of Psychoanalytic Societies (IFPS).
Nel 1992, alcune divergenze portano un gruppo di psicoanalisti della SPI, tra i quali Gaddini, Servadio e Canestri, a fondare un’altra società di Psicoanalisi: l’Associazione Italiana di Psicoanalisi (AIPsi): Società componente dell'Associazione Internazionale di Psicoanalisi (IPA). L'AIPsi è abilitata dal 2001 dal Miur a svolgere anche le funzioni di scuola di psicoterapia. L'attuale Presidente dell'AIPsi è Geni Valle.
Anche in Italia si sono costituite scuole che si ispirano al pensiero dello psicoanalista francese Jacques Lacan, e che si definiscono dunque lacaniane.

### Psicoanalisi neo-freudiana
Nel corso del secolo, soprattutto nel secondo dopoguerra e anche per influenza dello sviluppo delle scienze umane, come la psicologia sociale, la psicoanalisi dei successori (“neofreudiana”) si è progressivamente distaccata dagli originari approcci "pulsionalisti", ovvero legati alle dinamiche intrapsichiche delle pulsioni e della libido. Si sono sviluppate invece versioni "relazionali", orientate alla comprensione delle dinamiche dei cosiddetti "investimenti oggettuali" e della loro articolazione nelle relazioni interpersonali.
Il luogo ultimo di origine di tali investimenti e quindi delle motivazioni umane rimane comunque l'"inconscio", concetto centrale per la comprensione dell'ottica psicoanalitica (o psicodinamica). I diversi orientamenti di stampo più relazionale nati dalla iniziale psicoanalisi pulsionalista, hanno in parte riformulato i pilastri teorico-tecnici della libido, del determinismo psichico, dei processi transferali, e soprattutto dell'inconscio.
Tra gli anni ottanta e gli anni novanta si sono ridotti gli studi che si proponevano di controllare gli esiti della psicoanalisi come metodo clinico. Tale tendenza si è però modificata negli ultimi anni, con la ripresa di ampi studi e meta-analisi sull'efficacia degli approcci psicodinamici (ovvero, derivati dalla psicoanalisi) nell'ambito della psicoterapia. Interessanti appaiono a questo proposito gli attenti lavori di ricerca supportati, a livello internazionale, dalla SPR, Society for Psychotherapy Research Archiviato il 16 settembre 2007 in Internet Archive..

## Critiche alla psicoanalisi
La psicoanalisi, con i suoi oltre cento anni di storia , ha subito innumerevoli rivisitazioni, sia da parte dello stesso Freud sia dai suoi colleghi. Il progredire delle scienze e della filosofia ha inoltre permesso di rivisitare i suoi concetti, a volte falsificandoli e a volte verificandoli.
È bene ricordare il rischio, sottolineato da Muscetta (1995), che si corre nell'avvicinarsi all'opera di Freud: «alternativamente quello di fargli dire più di quanto non abbia realmente detto o di criticare le sue posizioni teoriche senza tenere in adeguata considerazione il contesto storico e scientifico in cui vennero elaborate».
Freud considerava la psicoanalisi una scienza: «Ho sempre considerato una grande ingiustizia il fatto che non si sia voluto trattare la psicoanalisi come qualunque altra scienza naturale». E ancora: 
(Sigmund Freud. Metapsicologia. 1915. In Opere vol. VIII. Torino, Boringhieri, 1976-1980, p. 13)
D'altro parere erano molti suoi contemporanei e successori, psicologi e no, innescando e alimentando il dibattito epistemologico intorno alla psicoanalisi. Come è noto, le basi epistemologiche della psicoanalisi come scienza sperimentale sono legate all'analisi e all'interpretazione dei sogni; ma non essendo questi fenomeni osservabili, né tantomeno misurabili, derivando da quanto e come il paziente ne riferisce all'analista, la psicoanalisi è relegabile nella migliore delle ipotesi al rango più basso delle "scienze mediche", dove la fondatezza della costruzione teorica è legata strettamente all'efficacia delle terapie. Da qui la possibile critica della psicoanalisi come "scienza delle suggestioni" non verificabili.
Il logico e filosofo Ludwig Wittgenstein (1889-1951), ad esempio, sostenne che la psicoanalisi fosse "una mitologia che ha molto potere", criticando nello specifico il procedimento della libera associazione delle idee, considerato oscuro, "perché Freud non chiarisce mai come possiamo sapere dove fermarci, dove la soluzione sia giusta". Anche Karl R. Popper criticò aspramente e a più riprese la presunta scientificità della psicoanalisi definendola invece una "metafisica dell'animo umano". Essa, secondo il suo modello filosofico, non è scientifica per il fatto che non è falsificabile né, tantomeno, verificabile, classificandosi dunque come una pseudoscienza. E "quanto all'epica freudiana dell'Io, del Super-io e dell'Es non si può avanzare nessuna pretesa a uno stato scientifico, più fondatamente di quanto lo si possa fare per l'insieme delle favole omeriche dell'Olimpo. Queste teorie descrivono alcuni fatti, ma alla maniera dei miti. Esse contengono delle suggestioni psicologiche assai interessanti, ma in forma non suscettibile di controllo. Ciò in contrasto con la maggior parte delle teorie fisiche le quali "sono del tutto [...] altamente falsificabili sin dall'inizio".
Il filosofo contemporaneo Adolf Grünbaum criticò le posizioni di Popper, ma individuò comunque dei gravi problemi nei fondamenti epistemologici nella psicoanalisi, in particolare dovuti alla non sufficiente attendibilità scientifica dei casi clinici, eccessivamente contaminati dal punto di vista dell'analista. A questo proposito, studiosi come Ellenberger, Cioffi e Sulloway, partendo da una minuziosa indagine storiografica, hanno fornito nuove ricostruzioni del lavoro scientifico di Freud, appoggiandosi su prove documentali: sono state così sottolineate alcune discrepanze fra le descrizioni di casi clinici negli articoli pubblicati di Freud e i resoconti degli stessi casi nella sua corrispondenza privata Il noto critico della psicoanalisi Jacques Bénesteau (autore di Mensonges freudiens: Histoire d'une désinformation séculaire) ha sostenuto che Freud avrebbe mentito su tutti i casi da lui trattati nei suoi scritti: "[...] abbiamo appreso, di pubblicazione in pubblicazione, e rivelazione dopo rivelazione, che Freud aveva manipolato i fatti, inventato dei malati, con i loro sintomi e una eziologia, fabbricato degli effetti terapeutici inesistenti e delle false prove, il tutto dissimulando le sue costruzioni sotto la protezione di una retorica straordinaria e dietro "fantasmi" supposti inconfutabili, come il complesso d'Edipo, questa fantastica barriera disinformativa. La disinformazione e la sottrazione dei documenti dovevano fare il resto del lavoro.". L'epistemologo Frank Cioffi ha tratto dalle critiche sulla veridicità degli scritti di Freud delle sue personali conseguenze riguardo alla validità della teoria psicoanalitica: "Allora, perché Freud è uno pseudoscienziato? La ragione principale è la seguente: ha dichiarato di aver testato - e dunque di aver fornito delle prove suscettibili di legittimare in modo convincente - delle teorie che erano inconfutabili o, quando erano confutabili, non erano state testate."
Tuttavia, anche se queste testimonianze dovessero essere fondate, la psicoanalisi non può essere circoscritta al solo contributo freudiano: vorrebbe dire escludere tutti gli studiosi e le ricerche fatte dopo (e durante) la vita di Freud. La psicoanalisi ha infatti conosciuto enormi sviluppi, sia metateorici sia di teoria della tecnica (e di modalità di verifica empirica dei suoi risultati), negli oltre 80 anni trascorsi dal suo periodo "classico", cui si riferiscono molte di queste critiche.

### Il dibattito sull'efficacia terapeutica
Anche per quanto riguarda l'efficacia psicoterapeutica della psicoanalisi il dibattito è stato molto forte e ha visto posizioni spesso contrapposte.
In Francia, l'Institut national de la santé et de la recherche médicale (l'organismo pubblico francese dedicato alla salute e alla ricerca medica) ha pubblicato nel 2004 l'expertise collettiva "Psychothérapie: Trois approches évaluées", una rassegna critica di studi clinici e di meta-analisi precedenti, in cui veniva valutata l'efficacia di tre diversi approcci psicoterapeutici, fra cui quello di ispirazione psicoanalitica.
Gli otto esperti che hanno realizzato tale rapporto provenivano da indirizzi diversi di psicologia clinica, sei di loro erano stati psicoanalizzati e uno era uno psicoanalista lacaniano. Lo psichiatra e psicoterapeuta Jean Cottraux, uno di questi otto autori, riassume le caratteristiche e i risultati dell'expertise nel modo seguente: "[...] il rapporto INSERM non si occupava della psicoanalisi nel senso stretto del termine, esso valutava l'efficacia delle terapie psicoanalitiche brevi, della terapia familiare [di vari indirizzi] e delle terapie cognitivo-comportamentali. Le sue conclusioni erano particolarmente misurate. Erano stati studiati sedici disturbi. Le terapie cognitivo-comportamentali hanno dimostrato un effetto positivo in quindici disturbi su sedici, le terapie familiari in cinque disturbi su sedici, le psicoterapie psicodinamiche d'ispirazione psicoanalitica in un solo disturbo su sedici, anche se in molti casi, ad eccezione in particolare della schizofrenia in cui la psicoanalisi non risultava dare buoni risultati, gli effetti erano simili tra psicoanalisi (specialmente quella breve) e cognitivo-comportamentale, mentre la terapia famigliare era specifica e più efficace in alcuni disturbi come ad esempio l'anoressia. Si trattava di disturbi della personalità come schizofrenia, anoressia, sindromi post-traumatiche in cui soprattutto le TCC (sigla che sta per "terapie cognitivo-comportamentali") hanno dimostrato la loro efficacia. Erano proposte indicazioni precise per ciascun disturbo, il che permetteva alle diverse correnti di dividersi il terreno in funzione dei loro poli di eccellenza. Il rapporto consentiva così ai pazienti di compiere una scelta informata. Le terapie psicoanalitiche brevi venivano considerate una buona indicazione in almeno il 30% delle domande di psicoterapia che provenivano da pazienti affetti da un disturbo di personalità isolato o associato alla depressione, o da un disturbo ansioso.".
Altri autori non condividono assolutamente queste posizioni, ritenute ideologiche e in netto contrasto con i dati empirici delle ricerche cliniche svolte; vi è anzi, sottolineano questi ultimi, una solida e ricca produzione scientifico-clinica sugli esiti positivi degli interventi psicoterapeutici psicodinamicamente orientati, produzione che nel corso degli anni si è progressivamente irrobustita e ulteriormente articolata: si veda ad esempio l'ampia meta-analisi sull'efficacia della psicoterapia psicodinamica breve in numerosi disturbi psicologici di F. Leichsenring, S. Rabung, E. Leibing, nei prestigiosi Archives of General Psychiatry, 61, 2004, reperibile di seguito assieme ad altri studi clinici controllati sull'argomento Archivi. 
In ogni caso, come fanno notare nello stesso studio Leichsenring et al., diversamente da quanto avviene per la psicoterapia psicodinamica a breve termine, "per la psicoterapia psicoanalitica a lungo termine e la psicoanalisi, c'è un urgente bisogno di ricerca convincente sui risultati." Tuttavia, nel 2004 Svartberg e collaboratori, nello studiare gli effetti della psicoterapia psicodinamica a lungo termine, hanno testato l'efficacia di tale trattamento su 50 pazienti con disturbo di personalità del gruppo C, i quali furono sottoposti a 40 sedute di psicoterapia psicodinamica o cognitivo comportamentale. Alla fine dello studio, miglioramenti erano emersi nei pazienti assegnati a ciascuna delle due terapie, tuttavia i soggetti inviati a un trattamento cognitivo non riferivano miglioramenti nel disagio legato ai sintomi dopo il trattamento, a differenza di quelli trattati con la terapia psicodinamica. Allo stesso modo, un esperimento di Bateman e Fonagy (2001) ha rilevato che i pazienti borderline seguiti con terapia psicodinamica hanno mostrato significativi miglioramenti rispetto a quelli trattati con psicofarmaci, continuando a migliorare anche alla fine della terapia, come rilevato in un follow up dopo 2 anni.
A proposito dell'efficacia della psicoanalisi è poi interessante il parere aneddotico di Eric Kandel, uno dei più famosi neuroscienziati riduzionisti del mondo, che ha recentemente ricordato come anni fa si sottopose a un'analisi personale, che gli produsse notevoli effetti benefici. Tuttavia, lo storico della psicologia Allen Esterson, criticando Mark Solms, ha fatto notare come Kandel non ritenga che lo stato attuale delle conoscenze neuroscientifiche confermi la teoria psicoanalitica: secondo quanto Eric Kandel ha scritto nel 1999, "la base neurale di un insieme di processi mentali inconsci" delineata dalle scoperte attuali in neuroscienza "non mostra alcuna somiglianza con l'inconscio di Freud. [...] [Questo inconscio] non è collegato a pulsioni istintive o a conflitti sessuali, e l'informazione non entra mai nella coscienza. Questi insiemi di scoperte rappresentano la prima sfida a una scienza neurale orientata psicoanaliticamente."

### Psicanalismo
Una delle critiche più convincenti all'impianto psicanalitco è stata prodotta dal sociologo francese Robert Castel, in Lo Psicanalismo, Psicanalisi e Potere. Con il termine il sociologo definisce  "l’implicazione sociopolitica del misconoscimento del sociopolitico" e denuncia la violenza simbolica esercitata dal dispositivo che pretenderebbe di godere di un'"assenza di gravità sociologica".

### Opere di Freud
- Sigmund Freud (1915-1932). Introduzione alla Psicoanalisi (Trad. It. M. Tonin Dogana ed E. Sagittario) Torino, Bollati Boringhieri, 1978. ISBN 88-339-0026-6.
- Sigmund Freud (1920). Al di là del principio di piacere, Torino, Bollati Boringhieri, 1975.
- Sigmund Freud* (1896). Nuove osservazioni sulle neuropsicosi da difesa. In Opere vol. II.
- Sigmund Freud* (1899). L'interpretazione dei sogni. In Opere vol. III.
- Sigmund Freud* (1901). Psicopatologia della vita quotidiana. In Opere vol. IV.
- Sigmund Freud* (1915). Metapsicologia. In Opere vol. VIII.
- Sigmund Freud* (1922). Due voci di enciclopedia: "Psicoanalisi" e "Teoria della libido". In Opere vol. IX.
- Sigmund Freud* (1923). L'Io e l'Es. In Opere vol. IX.

(*) Salvo diversa indicazione, per la traduzione italiana degli scritti di Sigmund Freud si fa riferimento alle "Opere", edite da Boringhieri, Torino 1976-1980, in 12 volumi.

### Testi sulla psicoanalisi
- Charles Brenner, Breve corso di psicoanalisi, Giunti Editore, 1967. ISBN 978-88-09-75003-6.
- Henri Ellenberger. La scoperta dell'inconscio. Torino, Bollati Boringhieri, 1970.
- Ralph Greenson, Tecnica e pratica psicoanalitica, Milano, Feltrinelli, 1974 - ISBN 978-88-07-60032-6.
- Jean Laplanche, Jean-Bertrand Pontalis, Enciclopedia della psicanalisi, 2 voll., Bari, Laterza, 1974.
- Elisabeth Roudinesco, Freud nel suo tempo e nel nostro, Torino, Einaudi, 2015.
- Silvia Vegetti-Finzi, Storia della psicanalisi. Autori, opere, teorie (1895-1985), Milano, Mondadori, 1986. ISBN 978-88-04-27568-8.
- Robert Castel, Lo psicanalismo, Einaudi, Torino, 1975[1]

### Testi su temi specifici
- Stefano Bolognini, L'empatia psicoanalitica, Torino, Bollati Boringhieri, 2002. ISBN 978-88-339-5685-5.
- Stefano Bolognini (a cura di), Il sogno cento anni dopo, Torino, Bollati Boringhieri, 2000. ISBN 978-88-339-5644-2.
- Castiello d'Antonio Andrea (1981), Karl Abraham e la psicoanalisi clinica, Roma, Bulzoni.
- Domenico Chianese, Brevi note sulla Psicoanalisi e sulla Società Psicoanalitica Italiana
- Johannes Cremerius, Il futuro della psicoanalisi. Resoconti e problemi di psicoterapia, a cura di G. Meneguz, Roma, Armando, 2000. ISBN 978-88-8358-081-9.
- Nino Dazzi, Alessandra De Coro. Psicologia dinamica. Le teorie cliniche. Roma, Laterza, 2001
- Nino Dazzi, Vittorio Lingiardi, Antonello Colli (a cura di). La ricerca in psicoterapia. Milano, Raffaello Cortina, 2006.
- Peter Fonagy, Mary Target. Psicopatologia evolutiva. Le teorie psicoanalitiche. Milano, Raffaello Cortina, 2005.
- Robert Langs, Follia e cura, Torino, Bollati Boringhieri, 1988. ISBN 978-88-339-5414-1.
- Jean Laplanche, Vita e morte nella psicanalisi, Bari, Laterza 1972.
- Eugenia Pelanda (a cura di). Modelli di sviluppo in psicoanalisi. Milano, Raffaello Cortina, 1995.
- Pitirim Aleksandrovič Sorokin, Il potere dell’amore, Città Nuova Editrice, 2005, ISBN 88-311-2434-X.
- Vittorio Volpi (a cura di), Rapporto di coppia e salute mentale dei figli, Analisi Psicologica, 1998.
- Glen O.Gabbard,Introduzione alla psicoterapia psicodinamica; Milano. Raffaello Cortina Editore 2005.
- Werner Bohleber, Identità Trauma e Ideologia. La crisi d'identità della psicoanalisi moderna, Roma, Casa Editrice Astolabio - Ubaldini Editore, 2012, ISBN 978-88-340-1637-4.

### Testi di argomento generale che trattano di psicoanalisi
- Umberto Galimberti. Enciclopedia di psicologia, Torino, Garzanti, 2001.
- Giovanni Jervis. Psicologia dinamica. Bologna, Il Mulino, 2001.
- P.D.M., Manuale Diagnostico Psicodinamico, Milano, Raffaello Cortina Editore, 2008
- Mauro Alfonso. Psicoanalisi e oltre, Torino, Edizioni Libreria Cortina, 2011

### Critica
- Catherine Meyer (a cura di). Il libro nero della psicoanalisi, Fazi Editore, 2006. ISBN 978-88-8112-795-5. (Traduzione italiana di  Le livre noir de la psychanalyse: Vivre, penser et aller mieux sans Freud, Les Arènes, 2005. ISBN 2-912485-88-6.
- (EN) Frank Cioffi, Freud and the Question of Pseudoscience, Open Court Publishing Company, 1988. ISBN 978-0-8126-9385-0.
- Luciano Mecacci, Il caso Marilyn M. e altri disastri della psicoanalisi, Bari, Laterza, 2000. ISBN 978-88-420-6071-0.
- Adolf Grünbaum, I fondamenti della psicoanalisi, Milano, Il Saggiatore, 1988.
- Adolf Grünbaum, Psicoanalisi: obiezioni e risposte, Roma, Armando, 1988. (a cura di. M. Pera)
- Adolf Grünbaum, La mia odissea dalla filosofia alla psicoanalisi, Di Renzo Editore, 2001. ISBN 978-88-8323-033-2.
- Karl Popper, Congetture e Confutazioni, 1969. Trad.it. Bologna, il Mulino, 1972.
- Karl Popper, Logica della scoperta scientifica, 1934. Trad.it. Torino, Einaudi, 1970.